# Pseudochazara mamurra
Pseudochazara mamurra is een vlinder uit de familie van de Nymphalidae, uit de onderfamilie van de Satyrinae. De wetenschappelijke naam van deze soort is voor het eerst voorgesteld door Herrich-Schäffer in een publicatie uit 1846.

## Verspreiding
De soort komt voor in Rusland, Turkije, Azerbeidzjan, Israël, Syrië en Iran.

## Ondersoorten
- Pseudochazara mamurra mamurra (Herrich-Schäffer, 1846) (Turkije)
- Pseudochazara mamurra schahrudensis (Staudinger, 1881) (Azerbeidzjan [1], Iran)
  - = Satyrus pelopea schahrudensis Staudinger, 1881
- Pseudochazara mamurra sintenisi (Staudinger, 1896)
  - = Satyrus sintenisi Staudinger, 1896
- Pseudochazara mamurra birgit Gross, 1978 (Turkije)
- Pseudochazara mamurra larseni Koçak, 1978 (Israël, Syrië)
- Pseudochazara mamurra nukatli Bogdanov, 2000 (Dagestan)
- Pseudochazara mamurra taftana Eckweiler, 2004 (Iran)